# Liste der Mitglieder im 15. Inatsisartut
Das 15. Inatsisartut ist seit der Parlamentswahl in Grönland 2025 im Amt.

## Aufbau
- IA: 7
- S: 4
- N: 8
- D: 10
- A: 2

| Partei | Partei            | Abgeordnete zu Beginn der Legislaturperiode | Abgeordnete derzeit | Abgänge                  | Zugänge           |
| ------ | ----------------- | ------------------------------------------- | ------------------- | ------------------------ | ----------------- |
|        | Demokraatit       | 10                                          | 10                  | Minik Serano Frederiksen | Hans Erik Enoksen |
|        | Naleraq           | 8                                           | 8                   | keine                    | keine             |
|        | Inuit Ataqatigiit | 7                                           | 7                   | keine                    | keine             |
|        | Siumut            | 4                                           | 4                   | keine                    | keine             |
|        | Atassut           | 2                                           | 2                   | keine                    | keine             |
| Gesamt | Gesamt            | 31                                          | 31                  |                          |                   |

## Parlamentspräsidium
|                     | ab 7. April 2025                                                              |
| ------------------- | ----------------------------------------------------------------------------- |
| Vorsitzender        | Kim Kielsen (Siumut) Suppleant: Lars Poulsen (Siumut)                         |
| 1. Vizevorsitzender | Mimi Karlsen (Inuit Ataqatigiit) Suppleant: Pipaluk Lynge (Inuit Ataqatigiit) |
| 2. Vizevorsitzender | Mette Ârĸê-Hammeken (Naleraq) Suppleant: Qupanuk Olsen (Naleraq)              |
| 3. Vizevorsitzender | Per Berthelsen (Demokraatit) Suppleant: Simigaq Heilmann (Demokraatit)        |
| 4. Vizevorsitzender | Aqqalu C. Jerimiassen (Atassut) Suppleant: Knud Kleemann (Atassut)            |

## Abgeordnete
Es wurden folgende Personen gewählt. Personen, die derzeit nicht im Parlament vertreten sind, sind grau hinterlegt.
| Mitglied                  | Geburtsjahr | Partei | Partei            | Anmerkung                      |
| ------------------------- | ----------- | ------ | ----------------- | ------------------------------ |
| Margrethe Thårup Andersen | 1981        |        | Demokraatit       |                                |
| Per Berthelsen            | 1950        |        | Demokraatit       |                                |
| Minik Serano Frederiksen  | ?           |        | Demokraatit       | Sitz abgelehnt                 |
| Justus Hansen             | 1968        |        | Demokraatit       |                                |
| Simigaq Heilmann          | 1990        |        | Demokraatit       |                                |
| Jens Frederik Nielsen     | 1991        |        | Demokraatit       | Regierungschef                 |
| Nivi Olsen                | 1985        |        | Demokraatit       | Ministerin im Kabinett Nielsen |
| Pipaluk Olsen             | 1992        |        | Demokraatit       |                                |
| Jørgen Rosbach            | 1985        |        | Demokraatit       |                                |
| Anna Wangenheim           | 1982        |        | Demokraatit       | Ministerin im Kabinett Nielsen |
| Mette Ârĸê-Hammeken       | 1982        |        | Naleraq           |                                |
| Pele Broberg              | 1972        |        | Naleraq           |                                |
| Hans Enoksen              | 1956        |        | Naleraq           |                                |
| Kuno Fencker              | 1974        |        | Naleraq           |                                |
| Aki-Matilda Høegh-Dam     | 1996        |        | Naleraq           |                                |
| Gerth Mikaelsen           | 1979        |        | Naleraq           |                                |
| Jens Napaattooq           | 1966        |        | Naleraq           |                                |
| Qupanuk Olsen             | 1985        |        | Naleraq           |                                |
| Aqqaluaq B. Egede         | 1981        |        | Inuit Ataqatigiit | Minister im Kabinett Nielsen   |
| Múte B. Egede             | 1987        |        | Inuit Ataqatigiit | Minister im Kabinett Nielsen   |
| Mariane Paviasen Jensen   | 1969        |        | Inuit Ataqatigiit |                                |
| Mimi Karlsen              | 1957        |        | Inuit Ataqatigiit |                                |
| Pipaluk Lynge             | 1984        |        | Inuit Ataqatigiit |                                |
| Naaja H. Nathanielsen     | 1975        |        | Inuit Ataqatigiit | Ministerin im Kabinett Nielsen |
| Nivi Rosing               | 2003        |        | Inuit Ataqatigiit |                                |
| Erik Jensen               | 1975        |        | Siumut            |                                |
| Kim Kielsen               | 1966        |        | Siumut            | Parlamentspräsident            |
| Vivian Motzfeldt          | 1972        |        | Siumut            | Ministerin im Kabinett Nielsen |
| Lars Poulsen              | 1984        |        | Siumut            |                                |
| Aqqalu C. Jerimiassen     | 1986        |        | Atassut           |                                |
| Bentiaraq Ottosen         | 1994        |        | Atassut           | Minister im Kabinett Nielsen   |

Folgende Mitglieder der Demokraatit kamen als Nachrücker ins Parlament:
| Name                         | Geburtsjahr | ab 7. April 2021 (3)         |
| ---------------------------- | ----------- | ---------------------------- |
| Leo P. Jørgensen             | 2002/03     | —                            |
| Hans Erik Enoksen            | 1976        | für Minik Serano Frederiksen |
| Aqissiaq Semsen              | 1992        | —                            |
| Bo Martinsen                 | 1975        | für Minister                 |
| Karen Marie Kyed Frederiksen | 1973        | für Minister                 |

Folgende Mitglieder der Inuit Ataqatigiit kamen als Nachrücker ins Parlament:
| Name                    | Geburtsjahr | ab 7. April 2024 (3) |
| ----------------------- | ----------- | -------------------- |
| Iddimanngiiu Bianco     | 1987        | für Minister         |
| Nivi Heilmann Efraimsen | 1979        | für Minister         |
| Paarma Lund Kreutzmann  | 1984        | für Minister         |

Folgende Mitglieder der Siumut kamen als Nachrücker ins Parlament:
| Name         | Geburtsjahr | ab 7. April 2024 (1) |
| ------------ | ----------- | -------------------- |
| Anders Olsen | 1971        | für Minister         |

Folgende Mitglieder der Atassut kamen als Nachrücker ins Parlament:
| Name          | Geburtsjahr | ab 7. April 2024 (1) |
| ------------- | ----------- | -------------------- |
| Knud Kleemann | 1975        | für Minister         |